# Elsinoë rosarum
Elsinoë rosarum är en svampart som beskrevs av Jenkins & Bitanc. 1957. Elsinoë rosarum ingår i släktet Elsinoë och familjen Elsinoaceae.  Arten är reproducerande i Sverige. Inga underarter finns listade i Catalogue of Life.